# Acanthobrama centisquama
Espèce
Statut de conservation UICN

 CR (Possibly Extinct) B1ab(i,ii,iii,iv) : 
En danger critique
Acanthobrama centisquama est une espèce de poissons de la famille des Cyprinidés.

## Répartition
Cette espèce est originaire des lacs al-Gab en Syrie et Amik en Turquie. Ces deux lacs ont été asséchés au XXe siècle. Acanthobrama centisquama pourrait néanmoins avoir survéu dans le lac Gölbasi, qui est une relique de 12 km2 du lac Amik.